# Jacques-François Ancelot
Pour les articles homonymes, voir Ancelot.
Jacques Arsène Polycarpe François Ancelot, né le 9 janvier 1794 au Havre et mort le 7 septembre 1854 à Paris, est un dramaturge et écrivain français.

## Biographie
Fils d'un greffier du tribunal de commerce du Havre, Ancelot fait ses études au collèges du Havre et de Rouen, et obtient, en 1813, une place comme employé à la préfecture maritime de Rochefort — où son oncle est préfet — puis, en 1815, au ministère de la Marine.
En 1816, sa pièce Warwick est acceptée par le Théâtre-Français, mais ne sera jamais produite. Trois ans plus tard, une tragédie en cinq actes, Louis IX, est mise en scène qui connaîtra cinquante représentations et lui rapportera une pension de 2 000 livres de Louis XVIII. Trois éditions de la pièce sont rapidement épuisées. Son œuvre suivante, Le Maire du palais est jouée en 1825 avec moins de succès, mais lui vaut la croix de chevalier de la Légion d'honneur. En 1824, il produit Fiesque, une adroite adaptation du Fiesco de Schiller. En 1828, paraît Olga ou l’Orpheline russe dont l’intrigue lui a été suggérée par un voyage effectué en Russie en 1826. Vers la même période, il produit Marie de Brabant (1825), un poème en six chants ; l’Homme du monde (1827), un roman en quatre tomes, porté par la suite à la scène avec succès et, en 1829, une pièce, Élisabeth d’Angleterre.
À la Révolution de Juillet, il perd à la fois sa pension et ses postes de conservateur honoraire de la bibliothèque de l'Arsenal et de bibliothécaire du roi. Privé de revenus, il emploie, non par goût, mais par nécessité, les dix années à venir à écrire principalement des vaudevilles, des drames et des comédies légères. Une tragédie, Maria Padilla (1838), lui vaut un siège à l’Académie française en 1841.
En 1849, il est envoyé par le gouvernement à Turin, Florence, Bruxelles et d’autres capitales, pour négocier le sujet des copyrights internationaux. Les traités qu’il a conclus peu après sont, dans une large mesure, le résultat de son tact et de son intelligence.
Il était l’époux de l’écrivaine Virginie Ancelot qui tenait un célèbre salon littéraire. Leur fille Louise Ancelot (1825-1887) épouse en 1844 Charles Lachaud, célèbre avocat, union dont sont issus leur petit-fils Marc Sangnier, fondateur du Sillon et leurs arrière-petits-fils Paul Sangnier et Jean Sangnier.

## Distinctions
- Chevalier de la Légion d'honneur (7 mai 1823).

## Œuvres
- Poésies, Paris, Georges Charpentier, 1853, 303 p., 20 cm (OCLC 1086745196, lire en ligne).
- Œuvres complètes de M. Ancelot : précédées d’une notice sur sa vie et ses ouvrages par Xavier Boniface Saintine, Paris, Auguste Desrez, 1838, xv, 672, 25 cm (OCLC 803907287, lire en ligne).
- Vie de Chateaubriand, Paris, Garnier frères, 1856, 316 p., 27 cm Illus. par Philippoteaux (OCLC 651222035, lire en ligne).
- Six mois en Russie : lettres écrites à M.X.-B. Saintines en 1826, à l’époque du couronnement de S. M. l’Empereur, Paris, Dondey-Dupré et Ponthieu, 443 p., in-8o (OCLC 417254196, lire en ligne).
- Pharamond (1825), opéra français, paroles d'Ancelot, Alexandre Soumet et Alexandre Guiraud, musique de François-Adrien Boieldieu (certaines sources mentionnent en plus Henri-Montan Berton et Kreutzer).
- Élisabeth d'Angleterre,  tragédie en 5 actes 1829, Paris,  J. Bréauté, représentée pour la première fois au Théâtre-Français le 4 décembre 1829. lire en ligne sur Gallica

- Il écrit de nombreux livrets de comédies "mêlées de chant" ou "de couplets", dont :

- Le régent : comédie en trois actes mêlée de couplets représentée pour la première fois sur le théâtre du Vaudeville le 23 février 1832 ;
- Anna : comédie en un acte, mêlée de couplets représentée, pour la première fois, à Paris sur le théâtre du Palais-Royal le 26 mai 1832 ; 
- Reine, cardinal et page : comédie en un acte, mêlée de chant, représentée pour la première fois sur le théâtre national du Vaudeville le 5 décembre 1832 ;
- Les Papillottes : comédie en 1 acte, mêlée de chant, par MM. Ancelot et Jacques Arago (1790-1855) représentée pour la première fois sur le théâtre du Vaudeville le 17 janvier 1834 ;
- L'Ami Grandet : comédie en 3 actes, mêlée de couplets représentée pour la première fois, à Paris, sur le théâtre du Vaudeville le 24 octobre 1834 par MM. Ancelot et Alexis Decomberousse.
- Vouloir, c'est pouvoir : comédie en 2 actes, mêlée de chant, par MM. Ancelot et Alexis Decomberousse représentée pour la première fois sur le théâtre du Vaudeville le 24 juin 1837
- Quitte ou double : comédie en deux actes, mêlée de couplets par MM. Ancelot et Paul Duport (1798-1866) représentée pour la première fois sur le théâtre du Vaudeville le 19 septembre 1840.

## Pour approfondir